# غلام علي أوكاروي
غلام علي اوكاروي (11 يونيو، 1919- 16 مايو 2000) -عُرف أيضا بعلامة القرآن، وعاشق الرسول، و لقب بشيخ الإسلام والمسلمين- هو قائد ديني وخطيب جمهورية باكستان الإسلامية في منتصف القرن العشرين.
في عام 1948 ، كان أحد الأعضاء المؤسسين لجمعية علماء باكستان. في وقت لاحق، واصل نضاله من أجل تطبيق الشريعة الإسلامية في البلاد. بعد ذلك شارك بنشاط في حركات خاتم نبوات وحركة نظام مصطفى في البلاد.